# Хазелине
Хазелине (њем. Haselünne) град је у њемачкој савезној држави Доња Саксонија. Једно је од 60 општинских средишта округа Емсланд. Према процјени из 2010. у граду је живјело 12.840 становника. Посједује регионалну шифру (AGS) 3454019.

## Географски и демографски подаци
Хазелине се налази у савезној држави Доња Саксонија у округу Емсланд. Град се налази на надморској висини од 20 метара. Површина општине износи 159,2 km². У самом граду је, према процјени из 2010. године, живјело 12.840 становника. Просјечна густина становништва износи 81 становника/km².

## Међународна сарадња
| Мјесто   | Држава    | Врста сарадње | Од    |
| -------- | --------- | ------------- | ----- |
| Елбург   | Холандија | партнерство   | 1989. |
| Сен Флур | Француска | партнерство   | 1992. |
| Извор    |           |               |       |